# Guhyagarbha tantra
Le Guhyagarbha Tantra (le tantra de la glorieuse essence du secret qui donne la compréhension définitive de l'ainséité) est considéré par les Nyingmapa comme le plus important des tantras pour le Vajrayana. 
Chez les Nyingmapa, il est le tantra fondamental du Mahayoga (en) et, plus généralement, il donne un cadre à toutes les pratiques tantriques de cette école. D'autre part, il expose l'explication ultime de la réalité selon l'école Nyingmapa. Son Mandala est centré sur Vajrasattva et réunit les cent déités paisibles et courroucées.
En raison des très violentes attaques dont ce tantra a fait l'objet par les nouvelles écoles qui apparurent lors de la seconde diffusion du bouddhisme au Tibet aux XIe et XIIe siècles, ce tantra garde un caractère très secret et ne peut être étudié que par des personnes ayant reçu la « transmission de pouvoir »  (l'initiation) préalable. Cette règle est vraie, en fait, pour tous les tantras mais est particulièrement stricte dans le cas du Guhyagarbha Tantra pour les raisons historiques invoquées.
D'après la tradition, c'est le roi Indrabhuti l'Ancien d'Oddiyana qui reçut le tantra   du Bodhisattva Vajrapani et c'est de Nagarjuna que  Padmasambhava et Vimalamitra reçurent ce tantra. 
Longchenpa et Mip'am Rinpoché, entre autres, composèrent des commentaires majeurs sur ce tantra.